# Хотел Александар Палас
Хотел Александар Палас је високо луксузни хотел пете категорије у Београду. Смештен је у резиденцијалном здању из 1887. и располаже са девет апартмана.

## Историја
Хотел Александар Палас добио је име по краљу Александру Обреновићу. До одабира овог имена дошло је због положаја самог хотела који је налази између улица Краља Петра I, из династије Карађорђевића и Цара Лазара, потомка Немањића — друге две од три велике српске династије.

## Услуге
Хотел је свечано отворен 2002. године. Простире се на четири нивоа од којих се један налази под земљом. Адаптиран је у здању из XIX века у стилу неокласицизма. Располаже са девет апартмана, два ресторана, теретаном, сувенирском радњом и паркинг простором. Све собе су опремљене плазма телевизорима, интернет везом, клима-уређајем и телефонском линијом.
Гостима хотела на располагању су собне услуге и туристичке туре, као и чување деце. Језици на којима гости могу бити услужени су енглески, италијански, руски и српски.